# Masties
Masties (va regnar c.484–494?) va ser el dux i més tard es va autoproclamar emperador del Regne de l'Aurès, una entitat romano-amazic a l'antiga província romana de Numídia.
Masties és conegut per un epitafi llatí sense data de la seva presumpta capital, Arris a Aurès, trobada el 1941 per Morizot i publicada detalladament per Carcopino el 1944.
Masties va ser nomenat duc per primera vegada al voltant del 426 i va morir el 494, presumiblement als vuitanta anys, tal com s'ha suggerit recentment.

## Ascens al poder
L'ascens de Masties està vinculat a la revolta d'Aurasium del 484 descrita per Procopi, que va empènyer els amazics de l'Aurès permanentment fora de l'òrbita del control vàndal, i que pot haver rebut fugitius de les persecucions del rei arià Huneric contra els cristians ortodoxos (484), registrades memorablement per Víctor de Vita.
L'any 484 dC, el rei vàndal Huneric va iniciar una persecució contra els cristians de Nicea dins del seu regne. Simultàniament, segons Procopi, la regió d'Aurès va trencar amb el domini vàndal. Impulsat per aquesta persecució, es creu que Masties va adoptar el títol d'imperator, avançant cap a l'autonomia a la dècada del 480, creant el Regne de l'Aurès.
Masties va fer una clara crida als cristians, fent referència a que "Déu em va donar la seva bondat" i utilitzant la creu com a símbol. Va aprofitar la indignació que sentien els cristians d'Aurès, oferint una alternativa en termes romans i cristians per a la població. Les seves afirmacions de favor diví s'alineaven amb el model polític postconstantinià.
Modéran argumenta que els pobles, les esglésies i el camp de l'Aurès, fora del control vàndal, oferien una base de poder rural productiva de la qual Masties havia extret els mitjans necessaris per a una identitat romano-amazic emergent que va consolidar la seva autoritat i va proporcionar a la gent de la regió "un sentit de cohesió i identitat ètnica", contribuint en el procés a l'afebliment dels vàndals i la seva posterior derrota per Belisari.
En l'avaluació detallada de Greg Fisher i Alexander Drost, l'ascens al poder de Mastias es pot atribuir a una forta personalitat militar, que ofereix un vincle amb el poder romà i també tolerància a aquells que escapen de la persecució vàndala, citats dient: "Els temps i les circumstàncies poden haver canviat, però la conveniència i el requisit d'una aparença híbrida clarament no ho han fet". Aquesta avaluació està convincentment recolzada pel nombre de clergues africans (4.966) que van arribar a N'Gaous escortats per guàrdies amazics després de ser reunits i exiliats pel rei vàndal Huneric l'any 483.
Des dels temps de Juba i Massinissa, segles de contactes entre romans i amazics havien permès a Masties assumir el lideratge i els títols militars romans.
Es desconeix la data de la seva mort, i si el va succeir Mefanies, antecessor de Iaudes, directament.

## Inscripció
La major part del text de la inscripció es presenta com un autoelogi, narrat pel mateix Masties. A la penúltima línia, però, mentre el text roman en primera persona, el parlant canvia, cosa que permet al donant de la inscripció, Vartaia, notar la seva pròpia implicació.
D.S.M [sagrat als esperits dels difunts] Jo, Masties, dux durant seixanta-set anys, imperator durant deu anys, ☩ [creu], mai vaig trair ni vaig trencar la fe, ni amb els romans ni amb els moros i vaig obeir en la guerra com en la pau, i per això, per raó de la meva conducta, Déu em va donar la seva bondat. Jo, Vartaia, vaig erigir amb els meus germans aquest monument, pel qual vaig pagar cent sòlids.
L'èmfasi de Masties en la fe (fides) a la inscripció va ser ben notat com un possible rebuig a l'estereotip de la literatura contemporània que els amazics són infidels (infidus); tanmateix, la inscripció que comença amb la frase DSM (dis sacrum manibus) també s'ha interpretat com una referència estricta a un culte pagà o donatista, per la qual cosa l'home va actuar per pur oportunisme polític.

### Títols
El terme «dux» apareix al costat d'imperator a la inscripció de Masties. Carcopino va suggerir que Masties podria haver estat nomenat dux, en el sentit del comandament militar romà, per Valentinià III, però això és difícil de verificar, ja que no se sap res més sobre la carrera de Masties.
Sembla molt més probable que el títol de dux simplement continués usant-se per part dels líders hereditaris de les tribus amazics durant el període vàndal. Aquest punt de vista està recolzat pel cas del mateix Masties. Atès que va ostentar el títol durant 67 anys, devia haver-lo assumit a una edat relativament jove. La presència del líder amazic Iaudes al Regne de l'Aurès a la dècada del 530, identificat com a dux al poema Johannis i possible successor de Masties, podria suggerir que Masties havia aconseguit construir una estructura política que li va sobreviure.
L'historiador John Moorhead diu que Masties va ser un emperador usurpador durant quaranta anys.